# Пантелей Минчович
Пантелей (Пантели, Панталей) Минчович или Минчевич е български лекар и политик, дописен член на Българското книжовно дружества от 1875 година.

## Биография
Син е на Димитраки Теодоров - богат търговец на добитък и общественик от Тулча, като родът му произхожда от Жеравна. Пантелей Минчович е роден през 1834 година, в Търново. Следва медицина в Атина и Париж. Дипломира се във Военномедицинското училище в Цариград (1866). Служи като военен лекар в турската флота, като стига до чин полковник. След Освобождението се завръща в България. През 1870 – 1871 година е лекар в Тулча.
Собственик е на чифлици, пасища, търговски кораби и кантори за износ на пшеница. Интересува се от българското народно творчество.
След началото на Руско-Турската война се поставя на разположение на руското командване. Установява се в София, столицата на новообразуваното Княжество България.
През периода 26 август – 11 декември 1879 година е губернатор на Варненската губерния.
Директор на Софийска първоразрядна болница през 1880 – 1890 година.
Депутат е във II Велико народно събрание от Консервативната партия, избран от Провадия.
Председател е на Българския червен кръст (1887 – 1889 и 1896 – 1898).
Умира в 1898 година.
Негов син е Димитър Минчевич – български юрист, дипломат и политик от Народната партия. Дъщеря му Султана се омъжва за генерал Рачо Петров, впоследствие тя става една видните фигури в столичния светски живот.